# Жінки-мисткині

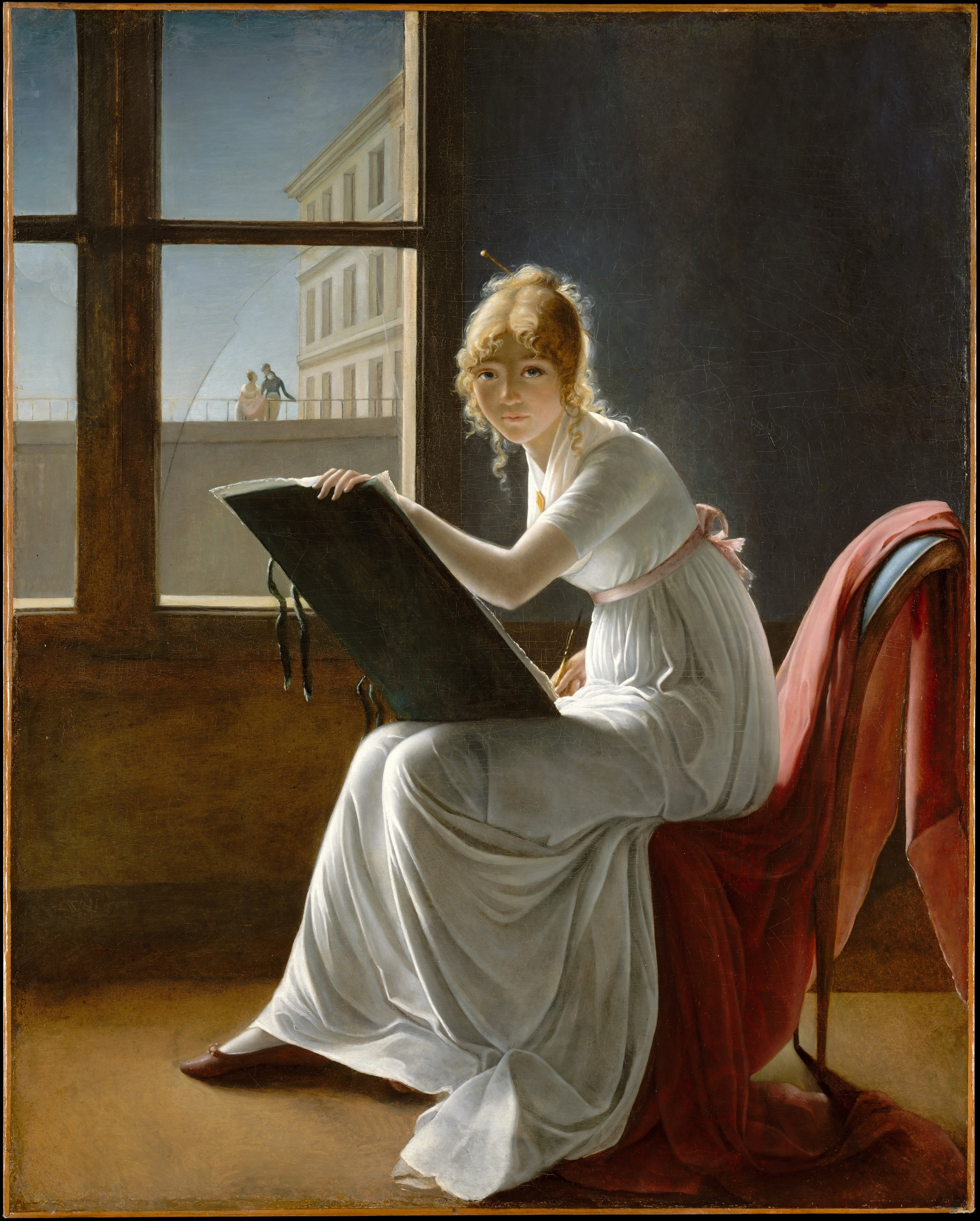
«Портрет молодої художниці» (можливо, Шарлотти дю Валь д'Онь), 1801 р. Марі-Деніз Вільє

Відсутність жінки в каноні західного мистецтва стала предметом дослідження з початку 1970-х. Впливовий есей Лінди Нохлін 1971 року «Чому у нас не було великих художниць?» досліджує соціальні та інституційні бар’єри, які заважали більшості жінок отримати мистецькі професії впродовж історії, спонукає по-новому зосередитися на художницях та мисткинях, їхньому мистецтві та досвіді та феміністичному мистецькому русі.   Попри те, що жінки створювали мистецтво протягом всієї історії, їхня робота, порівняно з працею чоловіків, часто приховувалась, не помічалася та недооцінювалася. Західний канон історично цінував чоловічу роботу над жіночою та додавав гендерні стереотипи видам мистецтва, які в першу чергу асоціювалися з жінками (таким як текстиль та ткацтво). Численні твори жінок помилково приписані чоловікам. Широке визнання робіт художниць прискорилося, коли вони продовжували створювати роботи, що ускладнювалися і кидали виклик розумінню.

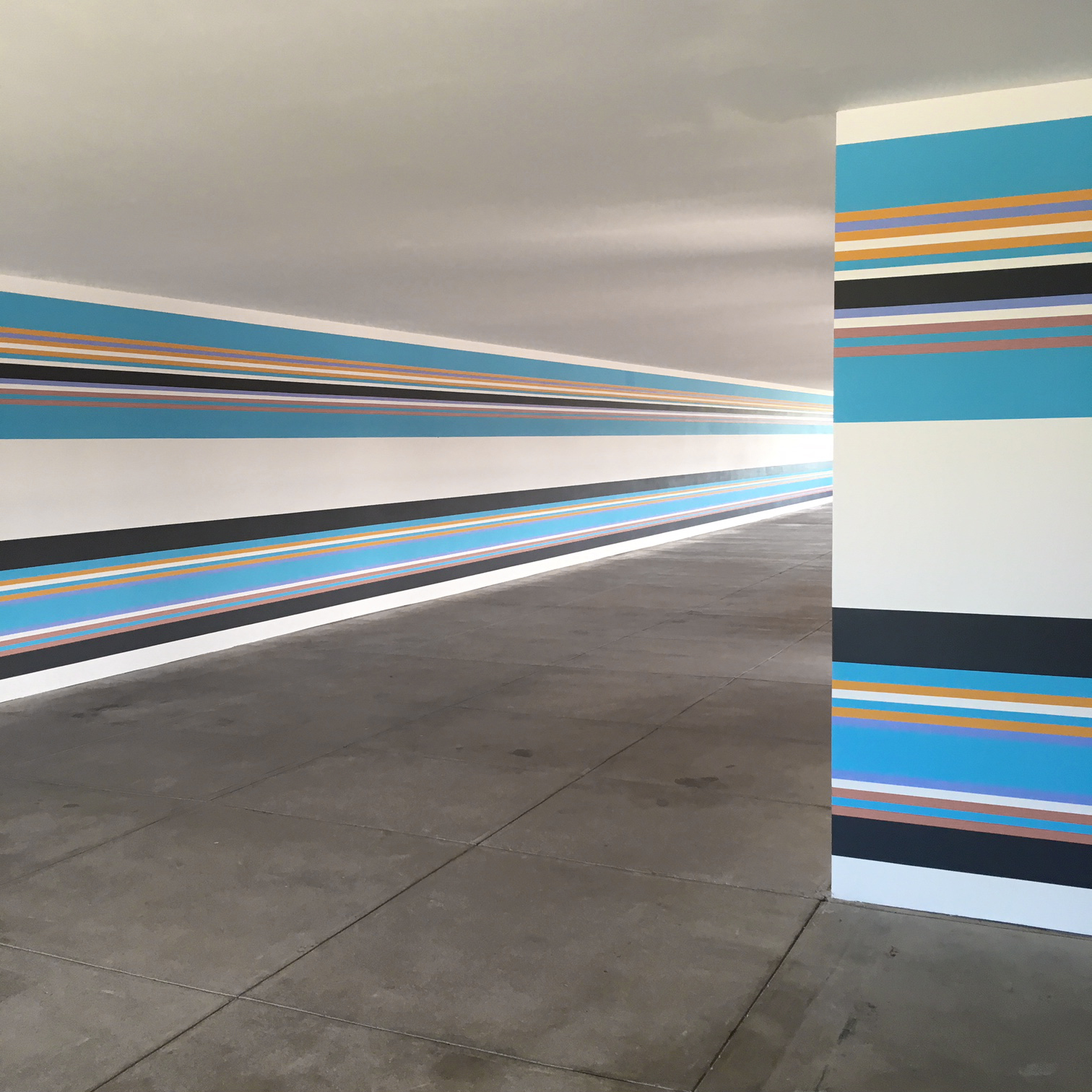
Бріджет Райлі, Bolt of Color, 2017–2019

Гендерні стереотипи в медіа, наприклад, пов'язували ткацтво, текстильні мистецтва та кераміку перш за все з жінками попри те, що до промислової революції ними займались чоловіки (у Британії, Естонії чоловіки досі в'яжуть; у 19 ст. чоловік-ткач — буденність, відображена на полотнах Ван Гога; у В'єтнамі вишивання картин  — часто чоловіче заняття). Крім того, форми мистецтва, що закріплювались за жінками, здебільшого знижені до категорій «ремесла», а не високого образотворчого мистецтва.
Жінки в мистецтві стикалися з постійними викликами через упередження в мейнстрімному художньому світі: від неможливості чи труднощів у навчанні, подорожах і продажі робіт до додаткових ускладнень у здобутті визнання. Умовність поділу на «чоловічі» і «жіночі» мистецтва жінки перетинали майже у всіх мистецьких галузях. Історія зберегла чимало мисткинь, хоча їх налічувалося критично мало — через елітарність, дороговизну та недоступність мистецьких освіти і фаху.
З кінця 1960-х і 1970-х феміністичні мисткині та історикині мистецтва створили феміністичний мистецький рух, відкрито звернений на реабілітацію ролі жінок у художньому світі та дослідження доробку жінок у мистецтві й суспільстві.

## Доісторичні часи

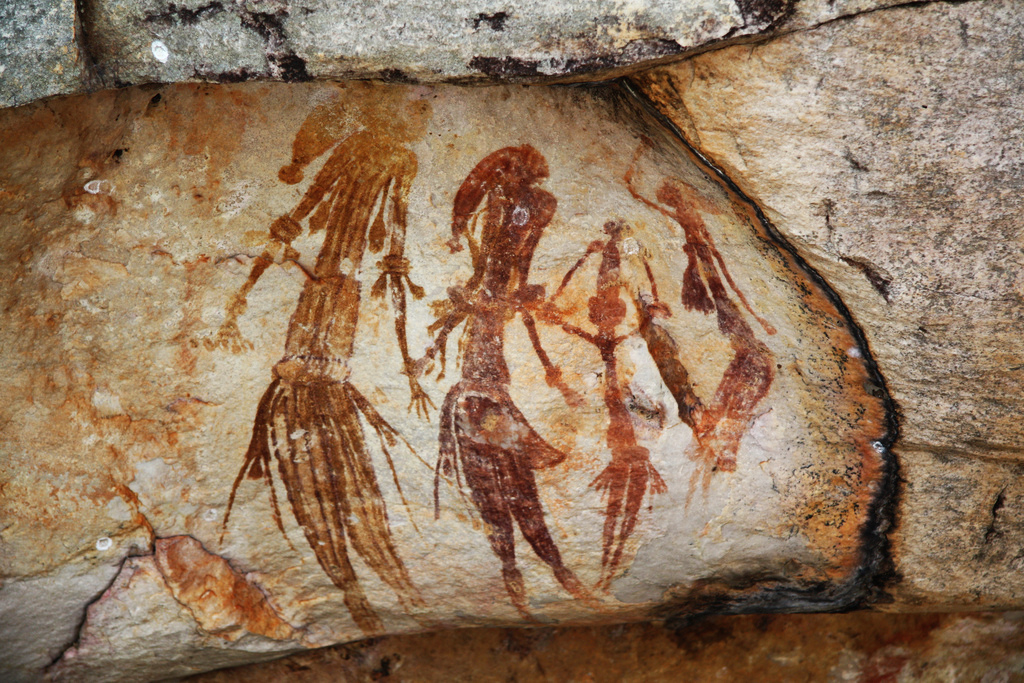
Наскельні малюнки Гвіон Гвіон, північний захід регіону Кімберлі в Західній Австралії

Відомостей про те, ким були мисткині доісторичних часів, не збереглося, проте численні ранні етнографічні та культурно-антропологічні дослідження свідчать, що жінки часто очолювали групи робочих у неолітичних культурах, де створювали кераміку, текстиль, кошики, розписані поверхні та ювелірні вироби. Співпраця для великиї проєктів була звичайною, якщо не типовою. Екстраполяція на твори мистецтва та навички епохи палеоліту свідчить, що ці культури наслідували подібні моделі. Наскельний живопис цієї епохи часто включає відбитки людських рук, 75 % яких ідентифікуються як жіночі.

### Кераміка
Тягла історія керамічного мистецтва існує майже в усіх розвинених культурах, і часто керамічні предмети є всіма мистецькими доказами, що залишилися від зниклих культур, як-от культури Нок в Африці понад 3000 років тому. Культури, особливо відомі керамікою, включають китайську, критську, грецьку, перську, майя, японську та корейську, а також сучасні західні культури. Є докази того, що кераміку винайшли незалежно одне від одного в кількох регіонах світу, включаючи Східну Азію, Африку на південь від Сахари, Близький Схід і Америку. Ким були ці ремісники чи ремісниці, невідомо.

## Стародавні часи

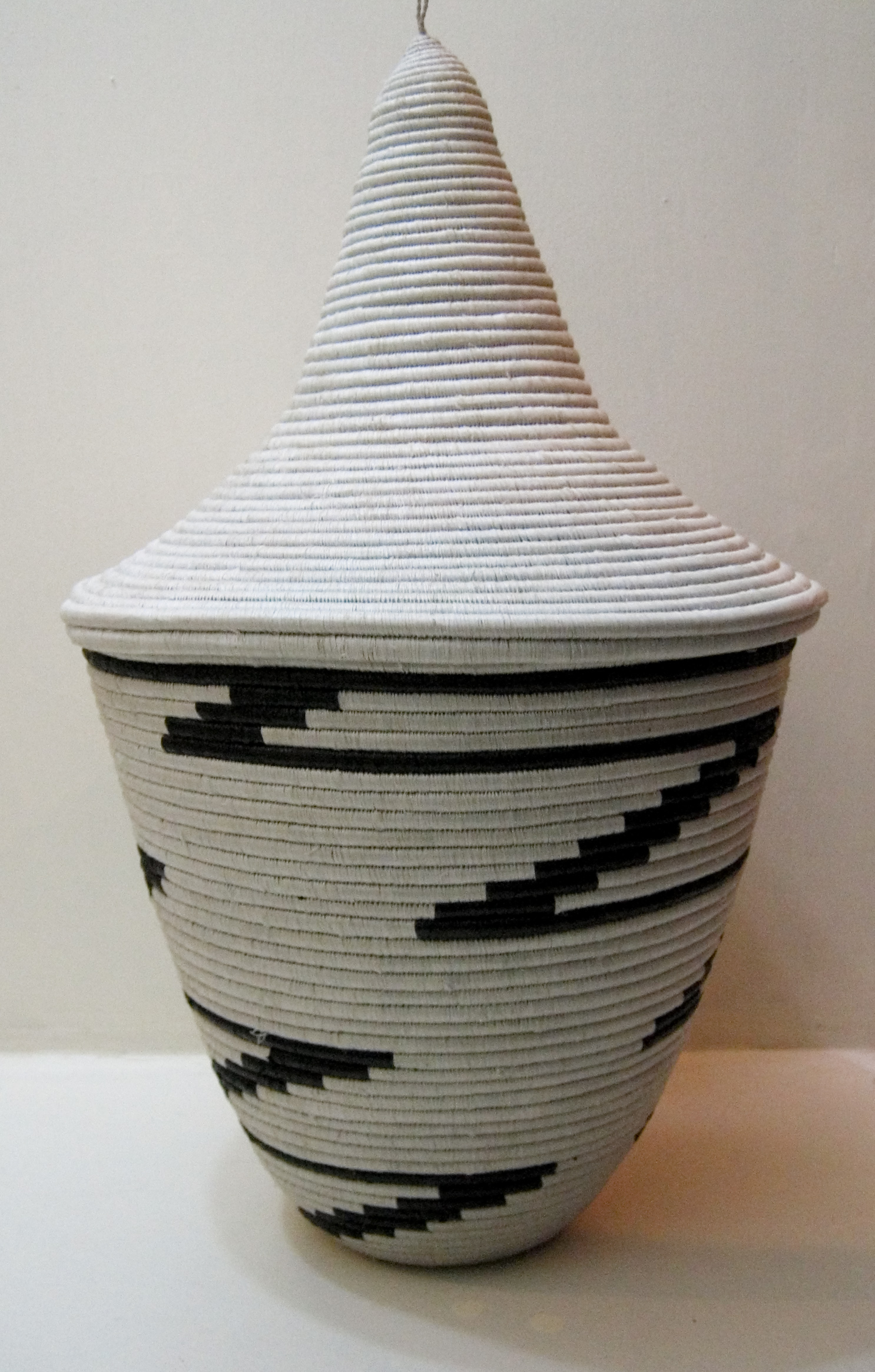
Igiseke, традиційний плетений жінками кошик реґіону Озер Рифтової долини

### Африка
Геометричне мистецтво Імігонго походить з Руанди у Східній Африці й асоціюється з багатовіковим священним статусом корови. Воно розвинулося в результаті змішування коров'ячого гною з сажею та глиною та використання природних барвників. Палітра обмежена сміливим кольором землі. Мистецтво традиційно асоціюється з жінками-художницями, як і складне мистецтво плетіння кошиків місцевості з власними регулярними фризами.

### Індія

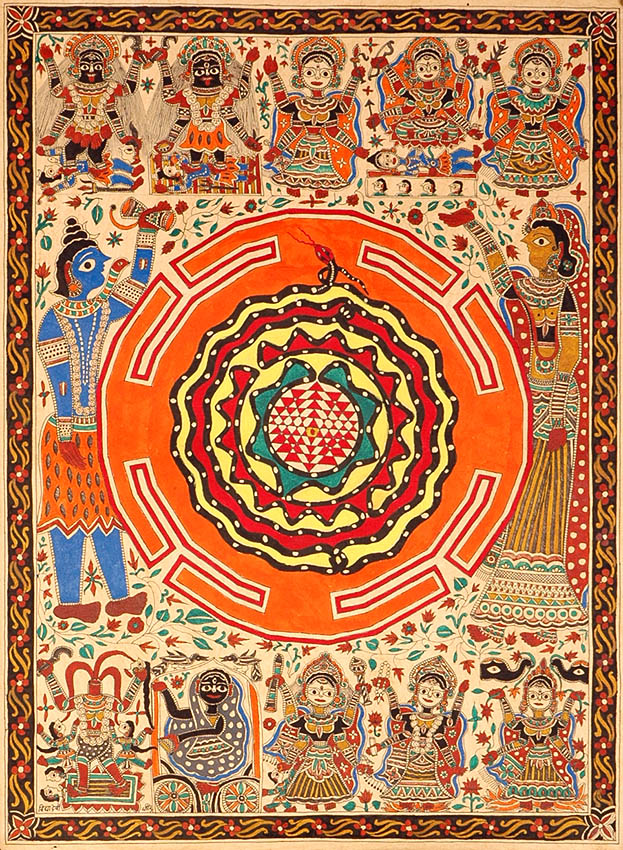
Індуїстські божества на полотні мадхубані

Біля 3000 років тому, жінки — і тільки жінки — регіону Мітхіла вже створювали мистецтво Мадхубані: релігійні картини богів і богинь індуїстського пантеону. Це мистецтво називають виразом найбільш щирого аспекту Індійської цивілізації. Воно досі поширене в Індії, після комерціалізації вплинуло на моду та архітектуру, хоча майстрині мадхубані, тисячоліттями зберігаючи розписи в стінах домівок, зберегли його традицію практично недоторканою.

### Древня Греція

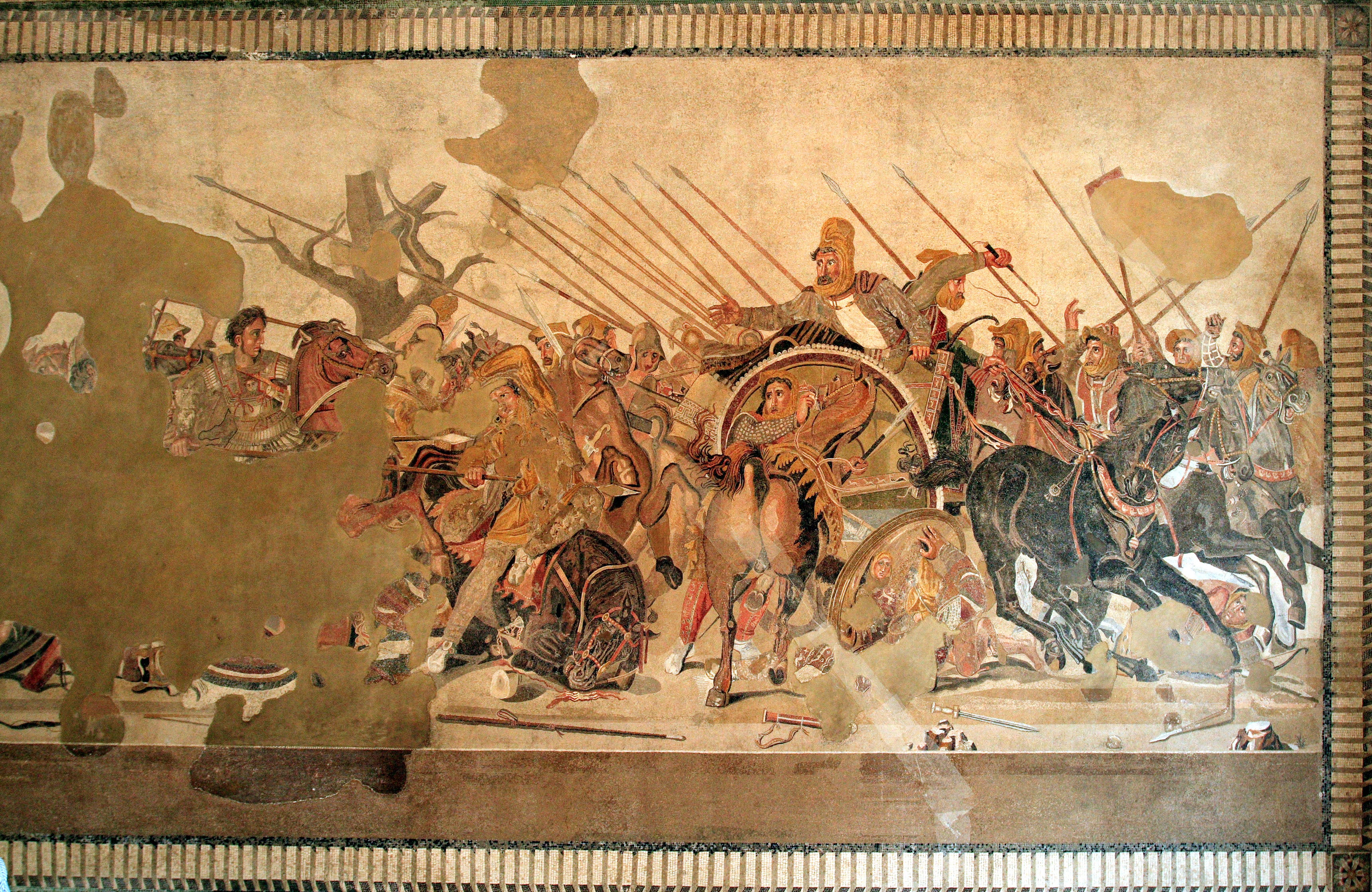
Мозаїка Александра (Битва при Іссі), Єлена Єгипетська

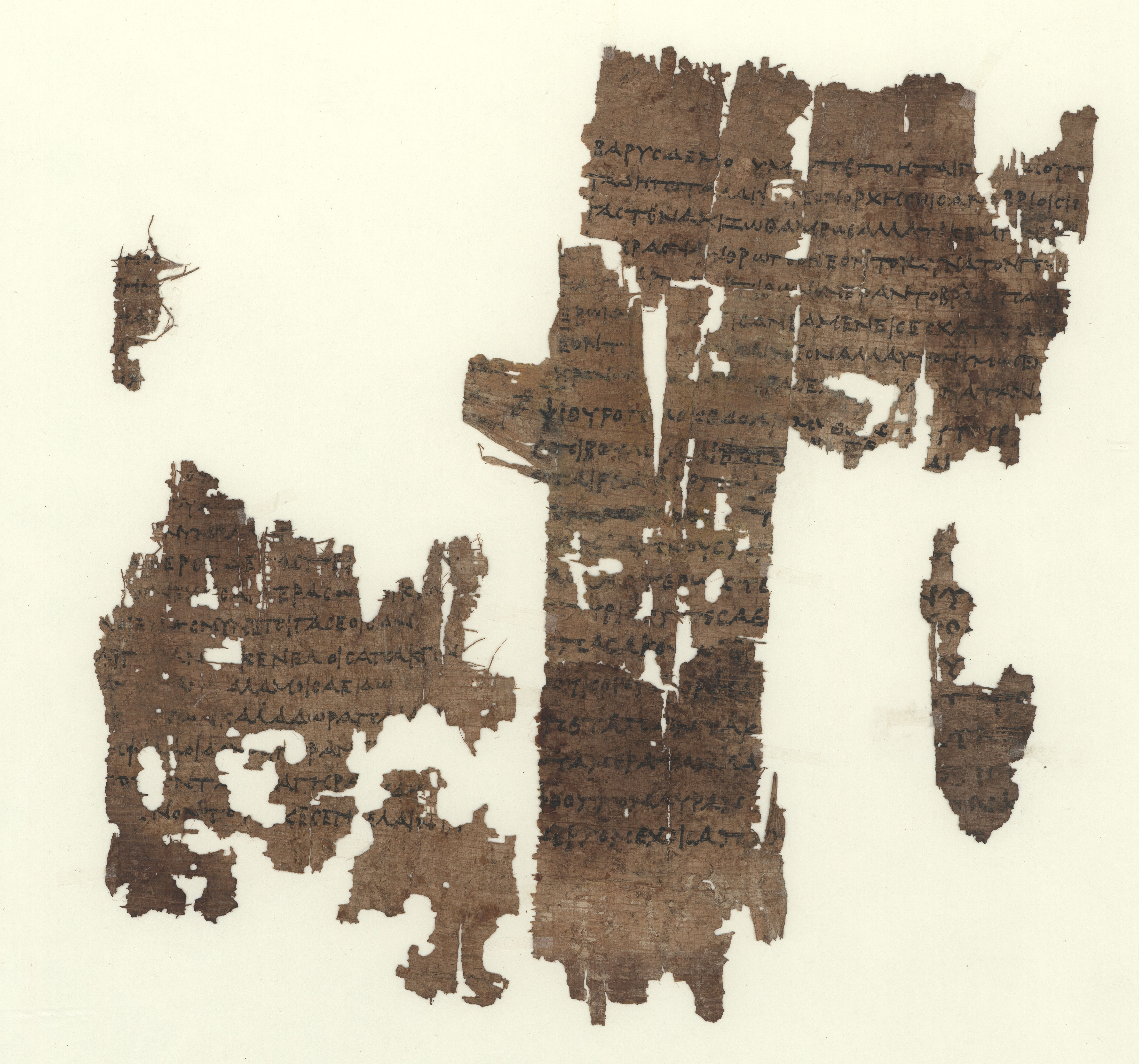
Папірус Сапфо з «віршем про старість» (поема про Тітона, фрагмент 58, рядки 9-20), 3 ст. до н. е.

Найдавніші записи про західну культуру рідко згадують конкретних осіб, хоча жінки згадуються в усіх видах мистецтв: Гомер, Цицерон і Вергілій згадують визначну роль жінок у текстилі, поезії, музиці та інших культурних заходах, не обговорюючи окремих мисткинь. Багато джерел підкреслюють важливість різноманітних текстильних творів мистецтва, створюваних переважно жінками для давньогрецького суспільства. На жаль, такі об'єкти недовговічні, через що, на відміну від більш «чоловічих» скульптури і архітектури, вони практично не збереглися.
Серед найраніших європейських історичних документів щодо конкретних мисткинь, можливо, перший перелік художниць у європейській історії створив Пліній Старший: список включав Єлену Єгипетську, одну з небагатьох художниць, що працювали в Древній Греції. За рядом сучасних дослідників оригінальне полотно, репродукцією з якого є мозаїка Александра, було саме її роботою. Це була картина битви при Іссі, яка висіла в римському Храмі миру за часів Веспасіана. Інші художниці в переліку — Тімарете, Ейрена (Eirene), Каліпсо, Арістарете, Іая, Олімпія. Хоча лише деякі з їх робіт збереглися, на зразку давньогрецької червонофігурної кераміки «caputi hydria» 460—450 до н. е., що зберігається в Torno Collection (Мілан), зображено жінок, що працюють поряд з чоловіками на занятті з розпису ваз.
Відомі зображення жінок, що грають на музичних інструментах. Ймовірно, жінкам дозволялося грати не на всіх з них: ліра могла використовуватись будь-ким, а арфа — тільки жінками. Жінки не тільки грали, а й писали музику для інструментів — відомі давньогрецькі композиторки Сапфо і Носсіда.

## Середньовіччя

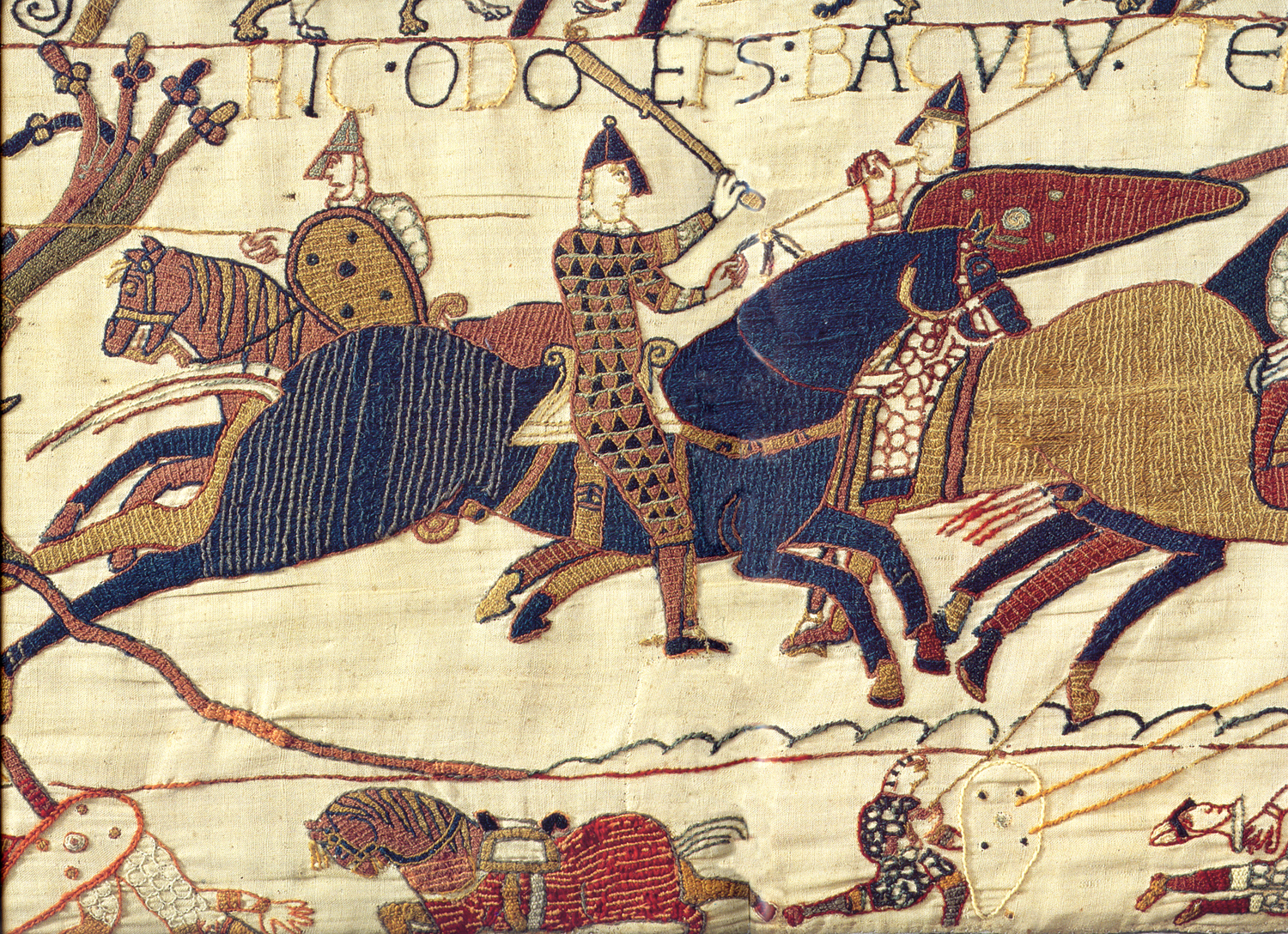
Одна з 70 сцен Гобелену з Байо, придворні вишивальниці, 1070-ті

Ідентифікація мисткинь у середньовіччі проблемна, оскільки мистецькі твори того часу часто не підписувалися. Серед творів, стать авторок яких можна визначити:
- Манускрипти та ілюстрації до них, створені у жіночих монастирях. Авторство таких робіт також майже неможливо встановити, але можна впевнено вважати, що їх створювали монахині і інші церковні посадовиці[18].
- Гобелени і вишивки. Таке мистецтво вважалося допустимим для жінок у середньовічній Європі. Багато відомих тканих картин (наприклад, гобелен з Байо[19]) вважаються створеними жінками[18].

В Середні віки творили Кларисія, Діємудус, Енде, Ґуда, Геррада Ландсбергська та Гільдеґарда Бінгенська. В період раннього середньовіччя жінки часто працювали разом з чоловіками. Ілюстрації рукописів, вишивки та різьблені капітелі того періоду чітко демонструють приклади жінок, які працювали в цих видах мистецтва. Документи свідчать, що вони також були пивоварками, м'ясницями, торгували вовною та залізом. Митці того часу, включно з жінками, належали до невеликої верстви суспільства, статус якої дозволяв їм звільнятися від цих більш напружених видів роботи. Мисткині часто належали до двох письменних класів: або заможні аристократки (часто створювали вишивку та текстиль), або черниці (часто виробляли ілюмінації).
У тогочасній Англії існувало кілька майстерень вишивки, зокрема в Кентербері та Вінчестері; Opus Anglicanum (англійська вишивка) вже була відома в Європі — папський інвентар 13-го століття нараховував понад двісті одиниць. Передбачається, що за це виробництво майже повністю відповідали жінки.
Одна з найвідоміших вишивок середньовіччя, Гобелен з Байо, вишитий вовною на 9 лляних панелях 0,5 на 68,38 метри, що у 70 сценах висвітлює битву при Гастінгсі і норманське завоювання Англії, створений або в комерційній майстерні королівською чи аристократичною дамою та її свитою, або в майстерні в жіночому монастирі.

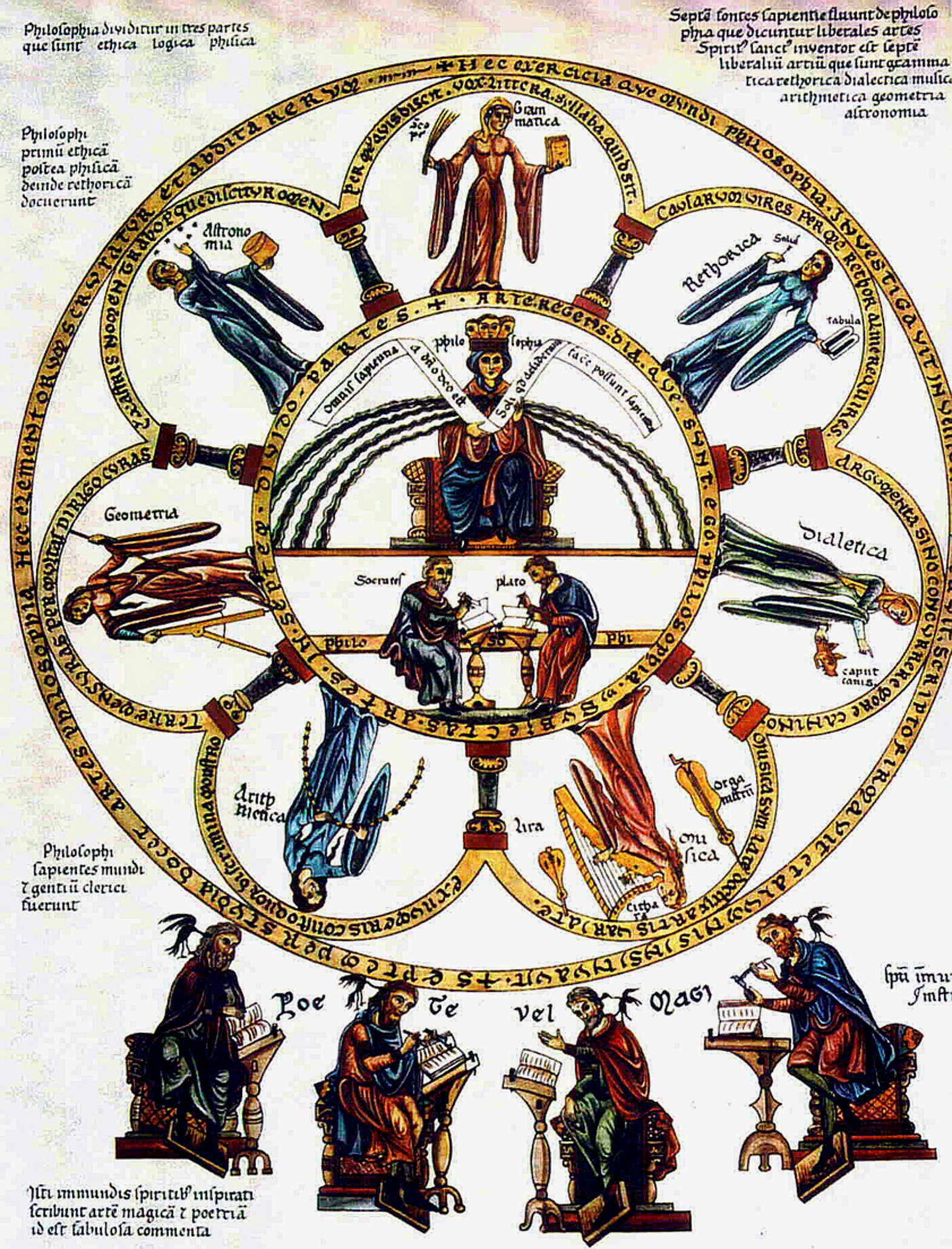
Геррада Ландсбергська, мініатюра «Сім вільних мистецтв»
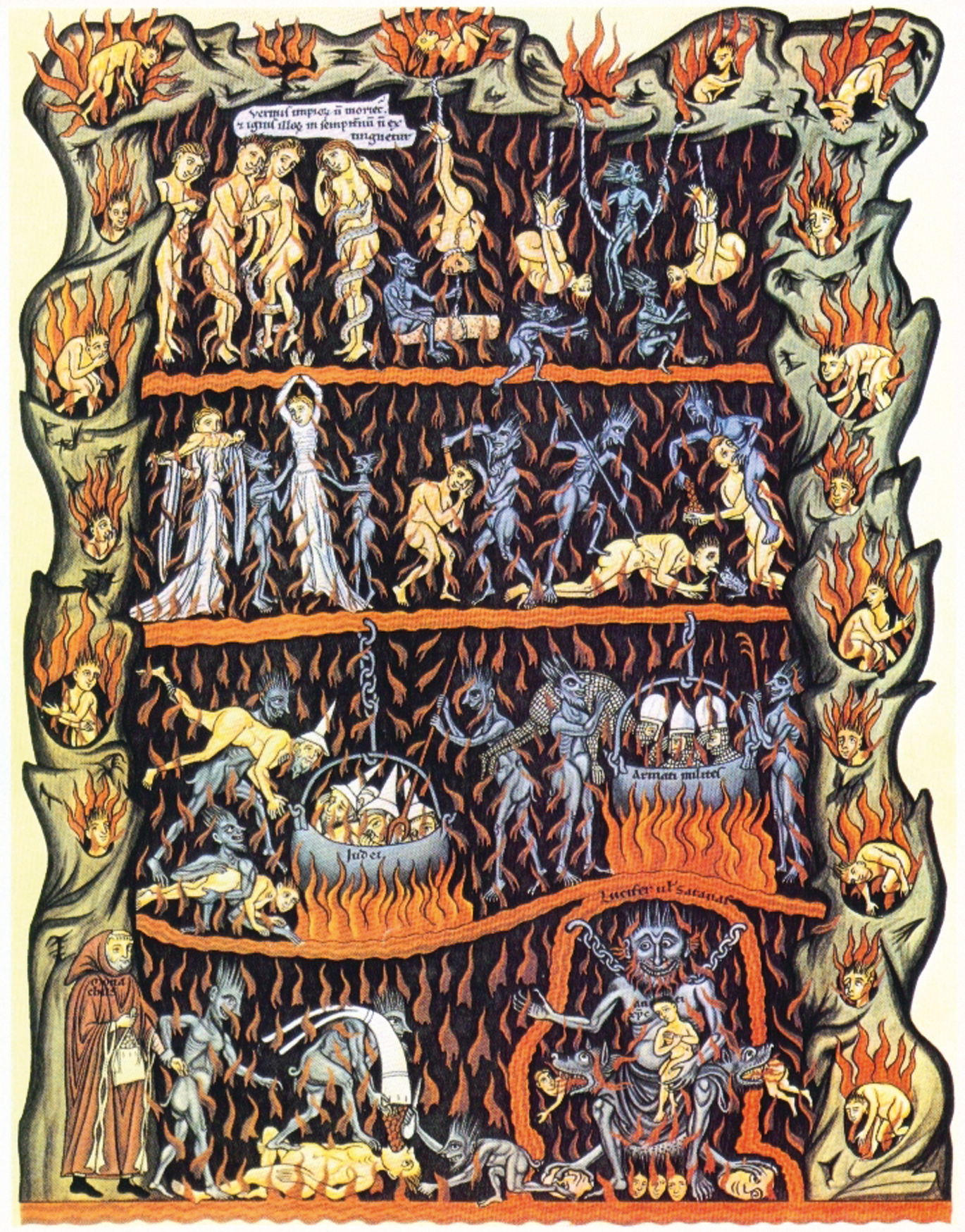
Геррада Ландсбергська, «Пекло», мініатюра рукопису «Сад насолод»
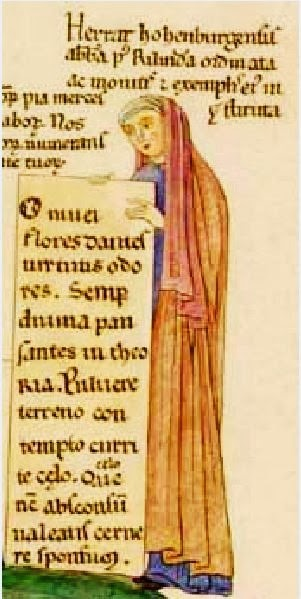
Геррада Ландсбергська, «Автопортрет» в рукопису 1180 р.
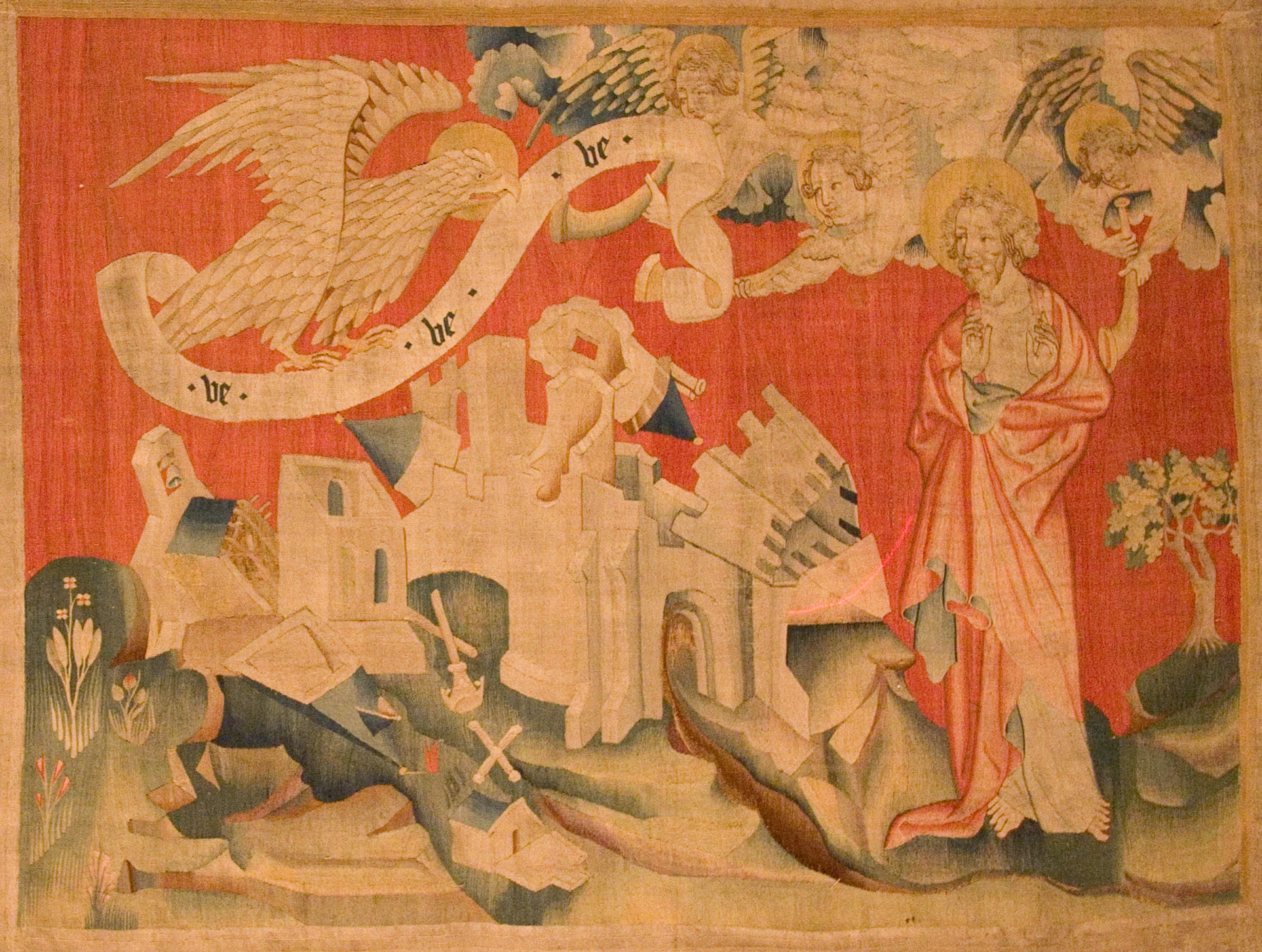
Невідомі ткалі Франції, килим «Четвертий поклик», до 1381 р., Анжерський апокаліпсис
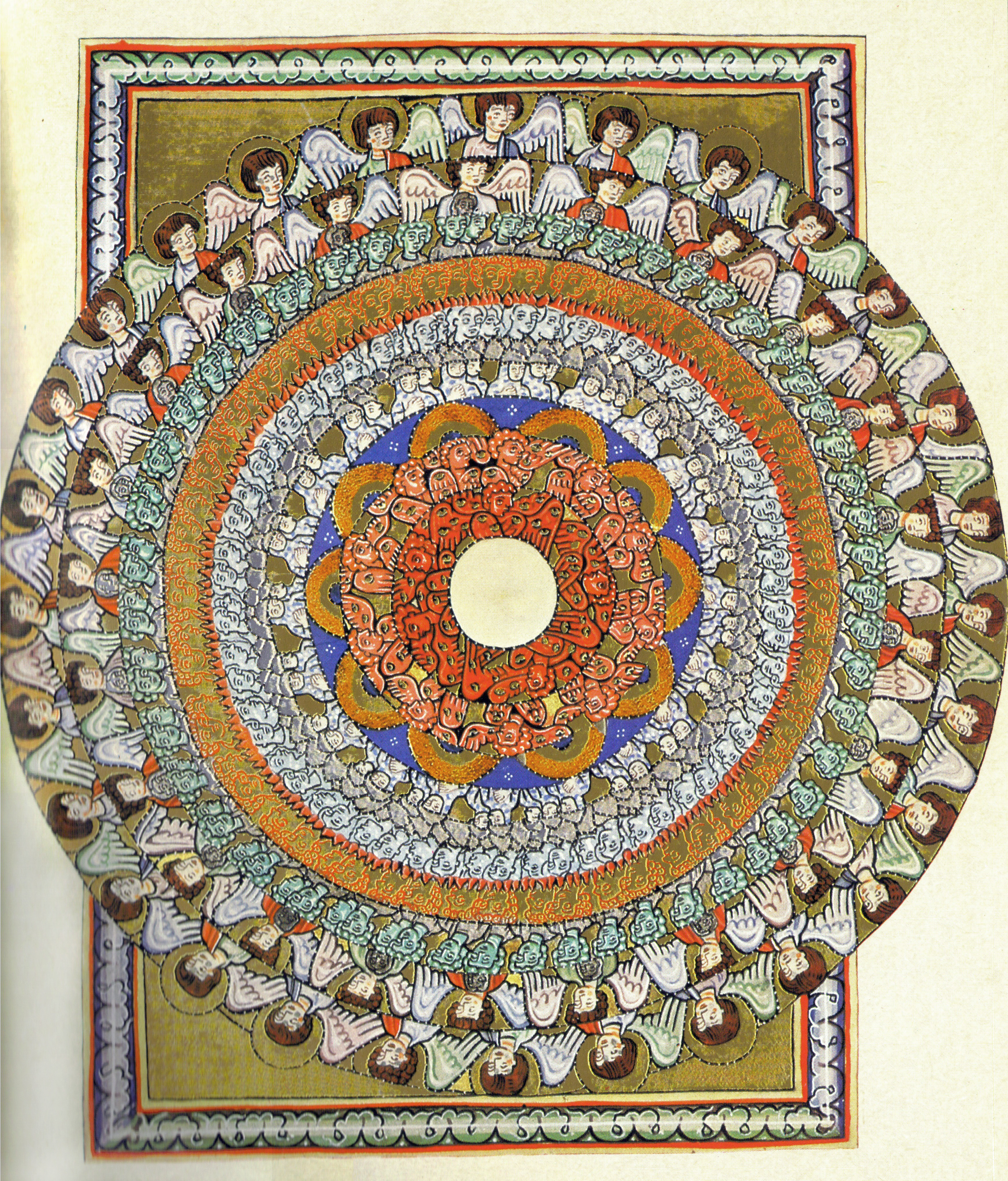
Гільдегарда Бінгенська, Сківія I.6: Хори ангелів

### Високе Середньовіччя
У 14 столітті задокументовано королівську майстерню в Лондонському Тауері, можливо, існували й раніші. Ілюстрація рукописів дає багато названих художниць, включаючи іспанську монахиню 10-го ст. Енде, німецьку монахиню XII століття Гуду, Кларіцію, мирянку 12-го століття в баварському скрипторії. Ці та багато інших неназваних ілюмінаторок скористалися перевагами монастирів як головного місця освіти для жінок та найбільш прийнятного варіанту для інтелектуалок.
Проте у багатьох частинах Європи з григоріанськими реформами 11-го століття та зростанням феодалізму жінки зіткнулися з багатьма обмеженнями, відсутніми в ранньому Середньовіччі. З цими суспільними зсувами змінився й статус монастиря: на Британських островах нормандське завоювання поклало початок поступовому занепаду монастиря як місця навчання та місця, де жінки могли отримати владу. Монастирі були підпорядковані настоятелям-чоловікам, а не очолювалися абатисами, як це було раніше. У язичницькій Скандинавії (Швеції) єдина історично підтверджена рунічна майстриня, Гуннборга, працювала в 11 столітті. 
Однак у Німеччині часів Саксонської династії монастирі зберегли свою позицію як навчальні заклади. Частково це могло бути тому, що монастирі часто очолювали та населяли неодружені жінки з королівських та аристократичних родин. Таким чином, найбільша робота жінок пізнього Середньовіччя походить з Німеччини, прикладом чого є праця Герради Ландсбергської та Гільдегарди Бінгенської. Гільдегарда (1098–1179) є особливо гарним прикладом німецької середньовічної інтелектуалки та художниці. Вона написала «Божественні справи простої людини», «Заслужене життя», 65 гімнів, п’єсу чудес і довгий трактат із 9 книг про природу дерев, рослин, тварин, птахів, риб, мінералів і металів. З раннього дитинства вона стверджувала, що має видіння. Коли папство підтримало ці претензії директорки, її позиція як важливої інтелектуалки зміцнилася. Видіння стали частиною однієї з її основоположних праць у 1142 році, Scivias (Пізнай шляхи Господні), яка складається з 35 видінь, що розповідають та ілюструють історію спасіння. Ілюстрації в Scivias зображують Гільдегарду, яка переживає видіння, сидячи в монастирі в Бінгені. Вони значно відрізняються від інших, створених у Німеччині того ж періоду, оскільки для них характерні яскраві кольори, підкреслена лінія та спрощені форми. Хоча Гільдеґарда, ймовірно, не створювала зображення, їхня унікальна природа змушує вважати, що вони були створені під її пильним наглядом.
У 12-му столітті відбулося піднесення міст в Європі зі зростанням торгівлі, подорожей та університетів. Це спричинило і зміни в житті жінок. Вдови отримали право очолювати підприємства своїх чоловіків. Розповідь Батської ткалі в «Кентерберійських оповіданнях » Чосера є одним із таких випадків. Жінки також могли входити до деяких ремісничих цехів. Записи цехів показують, що жінки були особливо активними в текстильній промисловості у Фландрії та Північній Франції. У середньовічних рукописах є багато полів із зображенням жінок з веретеном. В Англії жінки були відповідальні за створення Opus Anglicanum, багатих вишивок для церковного чи світського використання на одязі та різних типах завіс. Жінки також активізувалися в ілюмінації. Деякі жінки, ймовірно, працювали разом з чоловіками чи батьками, як-от дочка Метра Оноре та дочка Жана Ле Нуара. До 13 століття більшість ілюмінованих рукописів виготовляли комерційні майстерні, а до кінця Середньовіччя, коли виробництво рукописів стало важливою галуззю в деяких центрах, жінки, здається, становили більшість найнятих художників і писарів, особливо в Парижі. Рух до друкарства та книжкової ілюстрації, до технік гравюри на дереві та гравюри, де жінки, здається, були мало задіяні, став регресом у розвитку художниць.
Тим часом сербська політикиня та протофеміністка Єфимія (1349-1405) стала відомою не лише як поетеса, яка написала плач за своїм померлим сином, але й як вправна рукодільниця та граверка. Її вірш був вирізьблений на зворотному боці диптиха, шитого золотом і дорогоцінними каменями та різьбленого на дерев’яних панелях, зробивши його безцінним.
У Венеції 15-го століття донька художника зі скла Марієтта Баров'є була відомою художницею, створила особливий дизайн скла з венеціанського Мурано. Здавалося б, мало пройти кілька століть, перш ніж жінки змогли зайнятися мистецтвом скла.

## Відродження
У часи Відродження жінок все ще вважали менш здібними до «високого» мистецтва, такого як живопис. У той час, як художників-чоловіків почали виділяти і прославляти (в Італії у 15 ст. найвидатніших митців нагороджували званням virtuoso — проте жодна жінка не отримала його), жінок все ще вважали скоріше об'єктом, що може зображуватися на картині, ніж людиною, що може її створити, попри те, що ряд жінок внесли вагомий вклад в історію мистецтв. Серед мисткинь Ренесансу, які подолали цей спротив, Софонісба Ангвіссола, Лючія Ангвіссола, Артемізія Джентілескі, Лавінія Фонтана, Феде Галіція, Діана Скулторі Гізі, Катеріна ван Гемессен, Естер Інгліс, Барбара Лонгі, Марія Ормані, Марієтта Робусті, Проперція де Россі, Левіна Теерлінк, Майкен Верхюльст і Катерина Болонська.  Полотна, написані жінками, тематично відрізнялися від створених чоловіками — художниці частіше зверталися до феміністичних тем, зображаючи жінок у дії (наприклад, у таких класичних сюжетах, як Юдита обезголовлює Олоферна).
Навчання для жінок того часу було ускладнене, тому більшість мисткинь належала до трьох груп: монахині (Плаутилла Неллі), заможні аристократки, що могли дозволити собі персональне навчання (Софонісба Ангвіссола), доньки художників (найчастіший варіант — з таких сімей походили Левіна Теерлінк, Артемізія Джентілескі, Катеріна ван Гемессен та багато інших художниць).
Роботи мисткинь Відродження у подальшому часто вважали менш важливими, ніж подібні за якістю роботи чоловіків, та нерідко помилково приписували більш відомим художникам-чоловікам.
Однак це перший період в історії Заходу, коли ряд світських художниць здобули міжнародну репутацію. Зростання числа художниць пояснюють великими культурними зрушеннями в результаті Контрреформації, яка виступила проти протестантизму та породила рух до гуманізму, що підтверджував гідність усіх людей, центральну в мисленні Відродження, що допомогла підвищити статус жінки. Крім того, важливішою вважалася ідентичність окремого художника. Визначні митці періоду, особи яких невідомі, фактично припиняють своє існування. Два важливі тексти «Про відомих жінок» і «Місто жінок» ілюструють цю культурну зміну. Боккаччо в ранньому Відодженні написав збірку біографій жінок «De mulieribus claris» (лат. «Про знаменитих жінок», 1335–59). Серед 104 біографій була давньогрецька вазописиця Тамара (Тміріса), зображена за автопортретом або, можливо, невеликим зображенням Богородиці з Немовлям.
Французька філософиня та феміністка пізнього Середньовіччя Христина Пізанська написала в 1405 році «Книгу про Град Жіночий» — алегоричне місто, в якому незалежні жінки жили вільними від наклепів чоловіків. У своїй творчості вона залучала справжніх художниць, таких як Анастасія, яка вважалася однією з найкращих паризьких ілюмінаторок, хоча жодна з її робіт не збереглася. Інші гуманістичні тексти сприяли підвищенню освіти італійських жінок.
Найвідомішим з них був Il Cortegiano або Придворний італійського гуманіста 16-го століття Балтазара Кастільйоне. Ця надзвичайно популярна праця стверджувала, що чоловіки та жінки повинні навчатися суспільним мистецтвам. Його вплив зробив прийнятним для жінок займатися образотворчим, музичним та літературним мистецтвом. Завдяки Кастільоне це був перший період в історії Відродження, коли знатні жінки мали змогу вивчати живопис. Софонісба Ангвіссола була найуспішнішою з цих дрібних аристократок, які спочатку отримали гуманістичну освіту, а потім здобули визнання як художниці. Ангвіссола, яка народилася в Кремоні, була і новаторкою, і прикладом для наслідування для майбутніх поколінь художниць. Художниці, які не були дворянками, також торкнулися піднесення гуманізму. На додаток до звичайних сюжетів, такі мисткині, як Лавінія Фонтана та Катеріна ван Гемессен, почали зображувати себе на автопортретах не лише як художниць, але й як музиканток та вчених, підкреслюючи свою всебічну освіту. Фонтана скористалася просвітницькими настроями в її рідному місті, Болоньї, де університет приймав жінок-вчених ще з Середньовіччя.
Проте разом із піднесенням гуманізму відбувся перехід від ремісників до художників, від котрих тепер очікувалося знання перспективи, математики, стародавнього мистецтва та вивчення людського тіла. В пізнє Відродження художнє навчання почало переміщатися з майстерні в академію, і жінки почали тривалу боротьбу за доступ до цього навчання, яка не була вирішена до кінця 19 століття. Дослідження людського тіла вимагало роботи над чоловічими оголеними тілами та трупами. Це вважалося основним фоном для створення реалістичних групових сцен. Жінкам взагалі заборонялося тренуватися на оголених чоловіках, тому їм було заборонено створювати такі сцени (які були потрібні для масштабних релігійних композицій, що отримували найпрестижніші замовлення).

Хоча багато аристократок мали доступ до певної художньої підготовки, навіть без чоловіків-моделей, більшість із цих жінок обрали шлюб, а не кар’єру в мистецтві. Так було, наприклад, щодо двох сестер Софонісби Ангвіссоли. Жінки, визнані художницями в цей період, були або черницями, або доньками художників. З небагатьох італійських художниць 15 століття відомі сьогодні пов’язані з монастирями: черницями були Катерина Болонська, Антонія Учелло та Суор Барбара Раньоні. У 15-16 ст. переважна більшість художниць, які досягли успіху, були доньками художників, навчаючись у майстернях батьків. Прикладами є Лавінія Фонтана, портретистка-мініатюристка Левіна Теерлінк і портретистка Катерина ван Гемессен. Італійські художниці цього періоду, навіть ті, що навчалися в родині, здаються дещо незвичними. Однак у деяких частинах Європи, зокрема на півночі Франції та Фландрії, діти обох статей частіше брали участь у професії батька. Фактично, у Нідерландах, де жінки мали більше свободи, у Відродження було багато мисткинь: записи Гільдії Святого Луки в Брюгге вказують не лише, що вони допускають жінок до числа практикуючих членів, але й те, що до 1480-х 25% членів гільдії становили жінки (багато з них, ймовірно, працювали ілюстраторками рукописів).

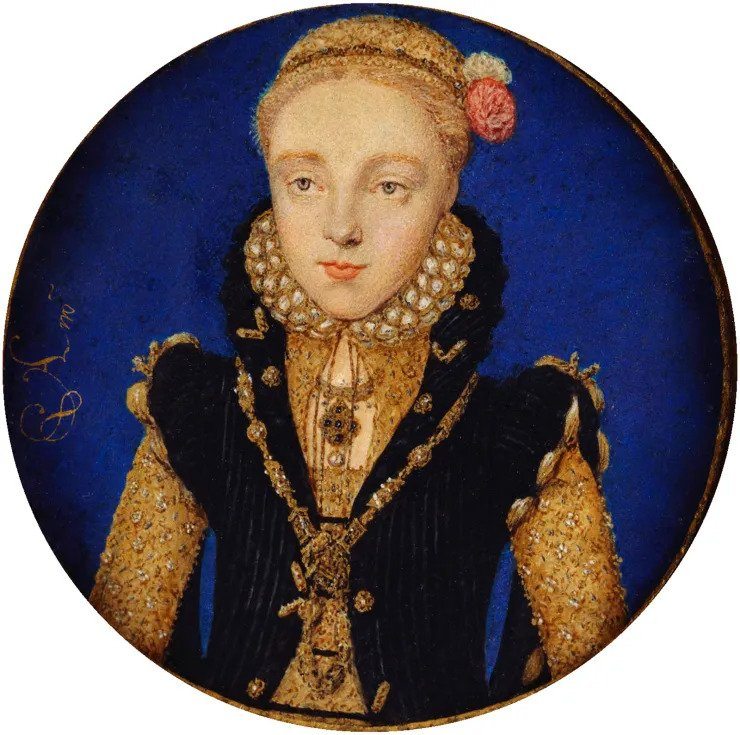
Портрет-мініатюра Єлизавети І, Левіна Теерлінк, біля 1565
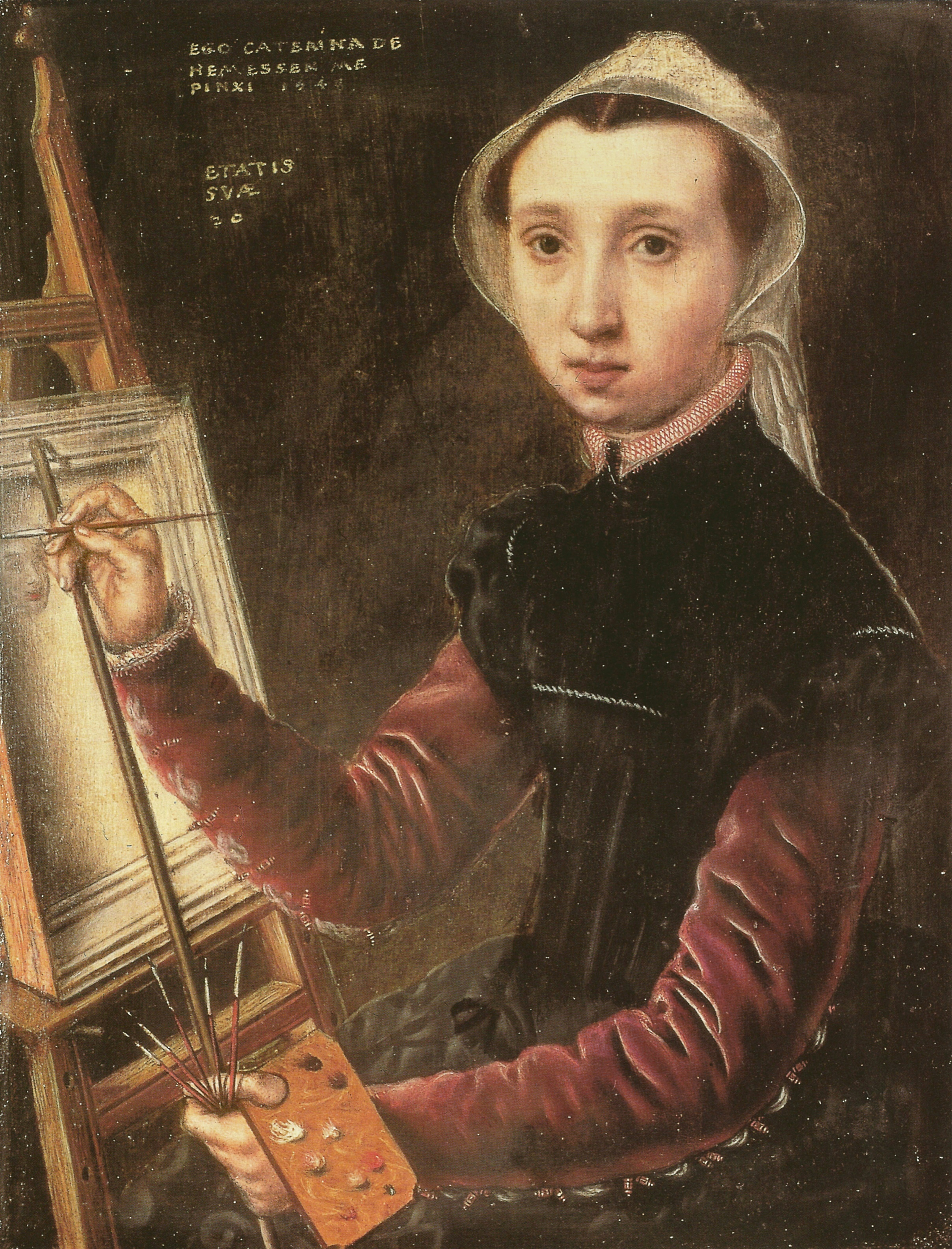
Катеріна ван Гемессен. Автопортрет, 1548.
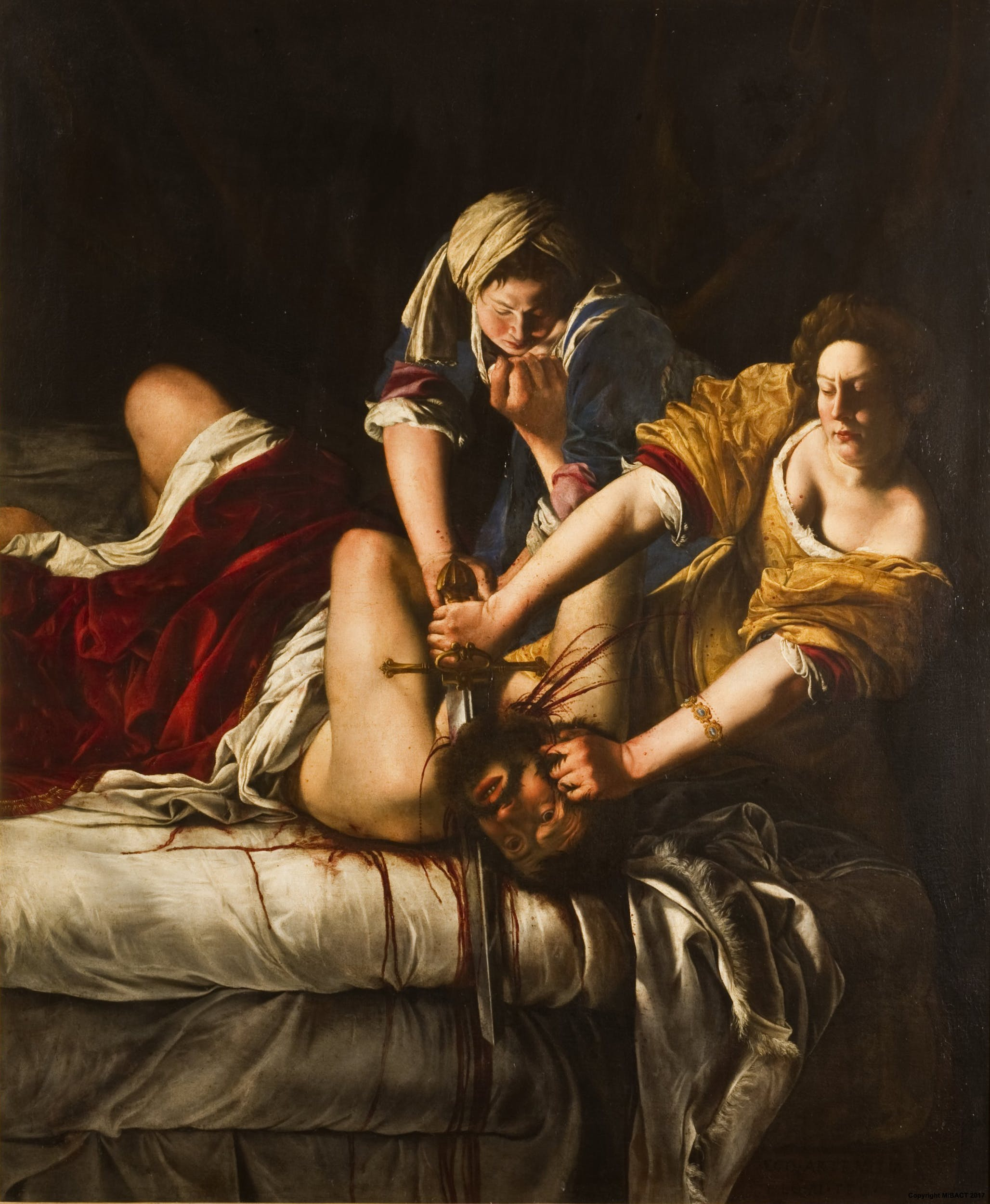
Артемізія Джентілескі. Юдита вбиває Олоферна, 1620.
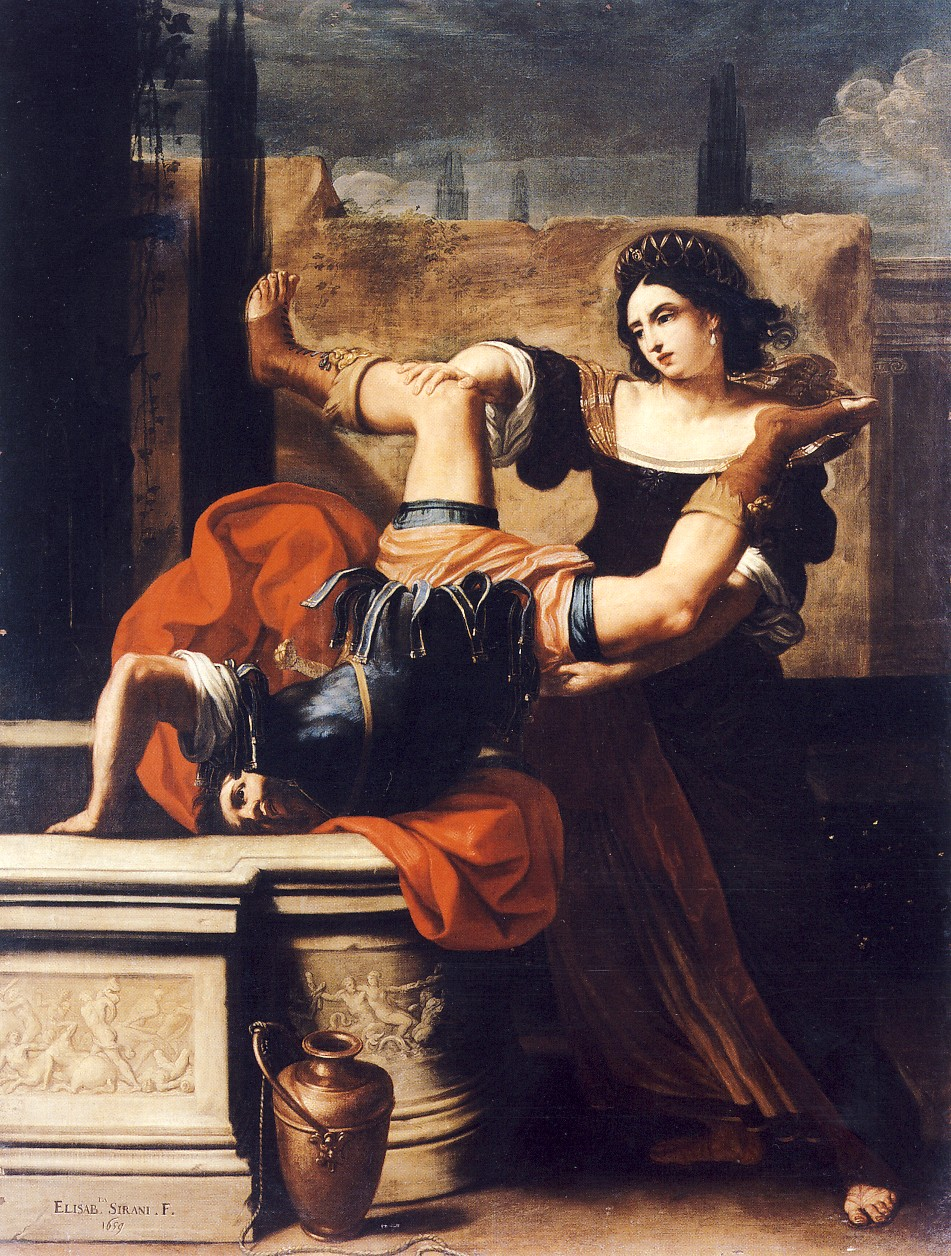
Елізабета Сірані. Тімоклея[en], що скидає у колодязь капітана війська Александра Македонського, 1659.

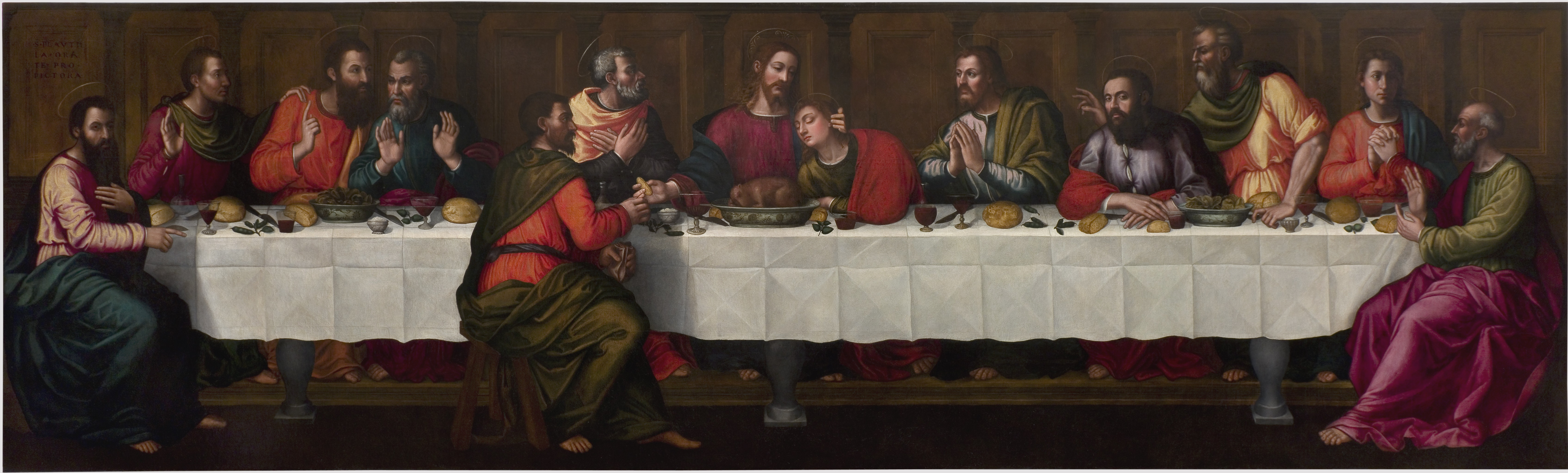
«Таємна вечеря», масло на полотні, 7x2 метри, що зберігається в базиліці Санта-Марія-Новелла, є єдиним підписаним твором Плаутилли Неллі

Нещодавно віднайдений крихкий 22-футовий згорток полотна у Флоренції виявився видатним скарбом. Якби не новаторські дії американської філантропки Джейн Форчун (померла у 2018 році) та флорентійської письменниці Лінди Фальконе з їхньою організацією Advancing Women Artists Foundation, цей сувій міг би зібрати більше пилу. Чотири роки кропіткої реставрації, проведеної командою жінок, розкривають блиск 16-го століття, роботу самоучки Плаутилли Неллі, черниці та єдиної жінки епохи Відродження, яка намалювала Таємну вечерю.   У жовтні 2019 року робота була виставлена в Музеї Санта-Марія-Новела у Флоренції. Станом на початок 2020 року AWA виступила спонсоркою реставрації 67 робіт художниць, знайдених у флорентійських колекціях.

## Бароко
Художниці бароко включають: Мері Біл, Елізабет Шерон, Катаріну Пепійн, Катаріну Пітерс, Йоганну Вергувен, Міхаеліну Вотьє, Ізабель де Сіснерос, Джованну Гарцоні, Артемізію Джентілескі, Юдит Лейстер, Марію Сибіллу Меріан, Луїзу Муайон, Жозефу Обідуш, Марію ван Остервейк, Магдалену де Пассе, Клару Петерс, Маріб Вірджинію Боргезе (дочка колекціонерки мистецтва Олімпії Альдобрандіні),  Луїзу Ролдан, Рахел Рюйш, Марію Терезу ван Тілен, Анну Марію ван Тілен, Франсуазу-Катерину ван Тілен та Елізабетту Сірані. Як і в Відродження, багато мисткинь бароко походили з родин художників. Прикладом є Артемізія Джентілескі, що навчалася у батька і працювала з ним над багатьма його замовленнями. Луїза Ролдан навчалася в скульптурній майстерні батька.
Художниці почали змінювати спосіб зображення жінок у мистецтві. Багато мисткинь бароко не могли навчатися на оголених моделях, які завжди були чоловіками, зате вони добре знали жіноче тіло. Такі мисткині, як Елізабетта Сірані, створили образи жінок як свідомих істот, а не відсторонених муз. Одним із найкращих прикладів цього є картина Артемізії Джентілескі «Юдита, яка обезголовлює Олоферна», де Юдита зображена сильною жінкою, яка визначає та мстить за власну долю. Летиція Тревес, кураторка виставки Джентілескі в Лондонській національній галереї 2020, прокоментувала: «Ви не можете побачити це, не подумавши, як Тассі ґвалтує Джентілескі». Елементи картини «збалансовані з такою майстерністю, що вони говорять про художницю, яка віддавала перевагу віртуозності над пристрастю». У той час як інші художники, включаючи Боттічеллі та більш традиційну Феде Галіцію, зображували ту ж сцену з пасивною Юдит, у новій обробці Джентілескі Юдита видається здатною акторкою в поставленому завданні. Екшн – суть цієї та іншої її картини, де Юдита залишає сцену.
Натюрморт став важливим жанром біля 1600 року, особливо в Нідерландах. Жінки були в авангарді цього напрямку живопису, що особливо підходив їм, оскільки вони могли легко отримати доступ до матеріалів для натюрморту. На Півночі серед цих практикинь була Клара Петерс, художниця банкет’є або предметів для сніданку та сцен розставлених предметів розкоші; Марія ван Остервейк, всесвітньо відома художниця квітів; і Рахел Рюйш, художниця візуально заряджених квіткових композицій. В інших регіонах натюрморт був менш поширеним, але в цьому жанрі були важливі художниці, зокрема Джованна Гарцоні, яка створювала реалістичні овочеві композиції на пергаменті, і Луїза Муайон, чиї фруктові натюрморти відзначалися блискучими кольорами.
Юдит Лейстер, дочка ткачів, не народилася в традиційній мистецькій родині, але її рішучість стати художницею підтримала сім’я, і вона вчилася малювати з 11 до 16 років. Лейстер роками працювала ученцею Франса Петерса, а потім відкрила власну студію. Згодом вона стала першою жінкою, яка приєдналася до Гарлемської гільдії. Її роботи показали енергійні та буйні техніки, яких не бачили в багатьох художниць того часу, і вважалися чоловічими, як у Артемізії Джентілескі. Після її смерті робота Лейстер залишалася поза увагою багатьох більше двох століть, перш ніж була введена в історичні дослідження.

## Ампір
У Франції 18 століття працює ціла низка майстринь — від Розальби Кар'єри до Елізабет Віже-Лебрен, Аделаїди Лабіль-Жияр і майстринь ампіру.
Французька революція 1789-1793 рр. сприяла розкутості художньої ініціативи низових мисткинь та жінок з дрібних дворянських родин. Слава Жака-Луї Давіда спричинила притік учнів до його майстерні (за пізніми підрахунками, офіційно зараховано 430 осіб). Постійно зростала і кількість художниць, більшість займались портретами чи жанровими картинами. 1791 року в Салоні зафіксовано 19 жінок-художниць, 1802 року вже сорок, 1810 року їх виставлялось сімдесят. Аби врегулювати новоявлене перевиробництво, жіноче мистецтво поєднали з виробництвом і обклали податком. При цьому мистецька критика жорстко висміювала майстринь-аматорок, оберігаючи елітний фах від «вторгнення», викривала вторинність сюжетів та обмеженість виразних засобів. Якість більшості робіт це дозволяла через відсутність освіти (знань анатомії) та практики (навичок перспективи). Типові сюжети, натурницями для яких виступали художниці та їх оточення, відображають жіноче повсякдення: «Пані за вишиванням», «Ескіз голівки», «Портрет пані з книгою», «Пані з лірою (гітарою)», «Молода художниця за малюванням». Найбільш обдаровані з художниць стали помітними мистецькими авторитетами (Елізабет Віже-Лебрен, Аделаїда Лабіль-Жияр, Маргарита Жерар).

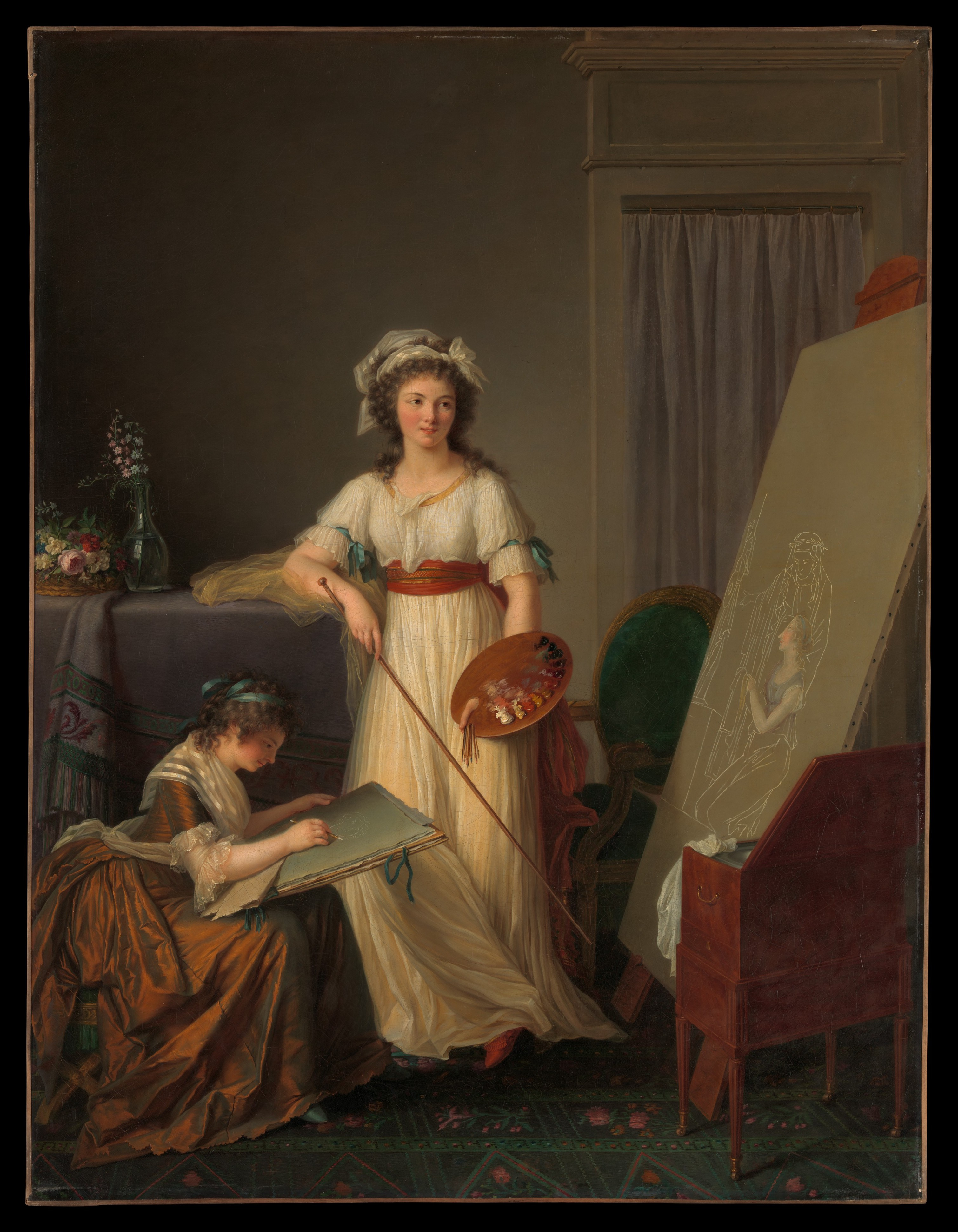
Марі-Віктуар Лемуан "Майстерня художниці", можливо, майстерня Віже Лебрен. 1796 р.
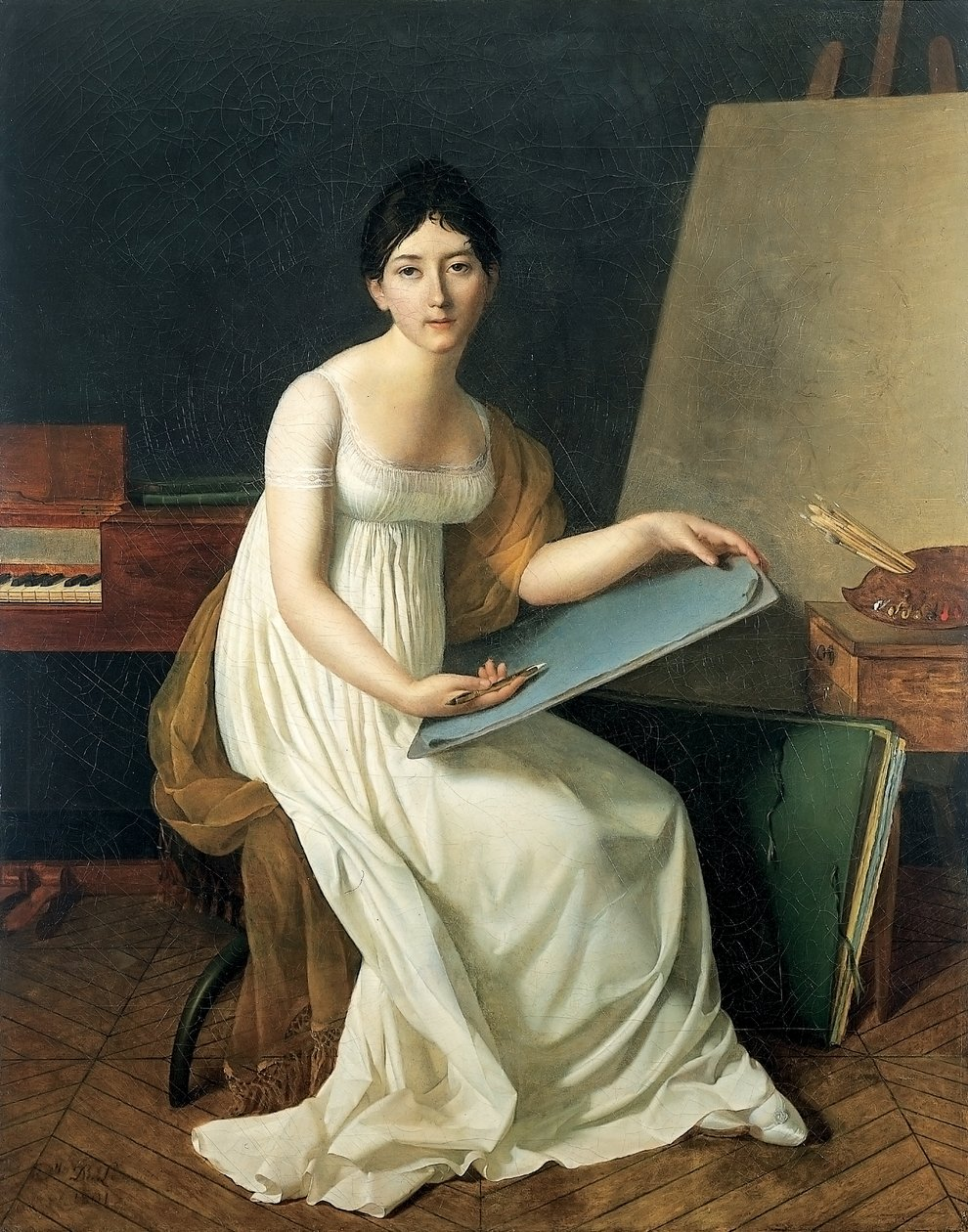
Генрієтта Лорім'є, «Автопортрет», 1801 р.
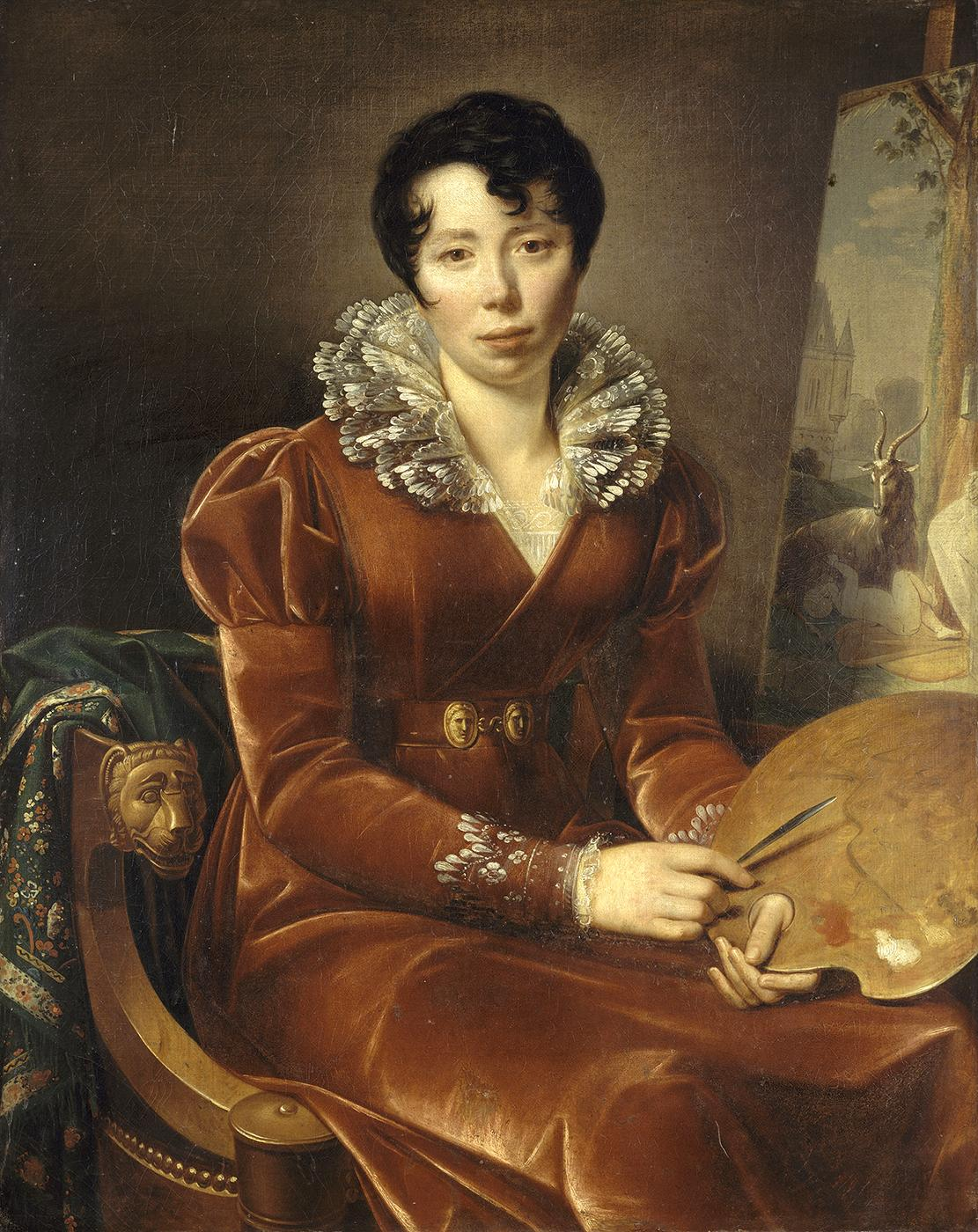
Невідома художниця, «Автопортрет», 1801 р., Діжон
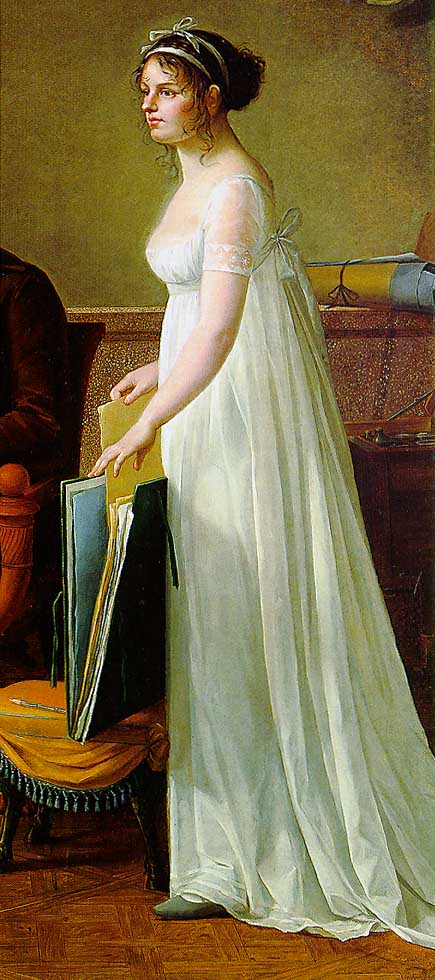
Констанція Маєр, автопортрет, 1801 р.

## Мистецтво 20 століття
Вдруге вибуховий прихід жінок в мистецтво відбувся в 20 столітті.